# Heat
Heat е миниалбум на американската певица Бийонсе. Излиза през февруари 2011.

## Списък с песните
1. Fever – 3:33
2. At Last (Karmatronic Remix) – 7:38
3. Broken-Hearted Girl (Catalyst Remix) – 4:55
4. Satellites (Karmatronic Remix) – 7:19
5. Smash Into You (Lost Daze Remix) – 6:21